# Lily, Rosemary and the Jack of Hearts
Lily, Rosemary and the Jack of Hearts ist ein Song von Bob Dylan, der erstmals 1975 auf seinem 15. Studioalbum Blood on the Tracks erschienen ist.

## Entstehung
Die auf Blood on the Tracks veröffentlichte Version des Songs wurde aufgenommen am 30. Dezember 1974 im Sound 80 Studio in Minneapolis (Minnesota). Dylan wurde dabei begleitet von lokalen Musikern aus Minneapolis, und zwar Billy Peterson am Bass, Gregg Inhofer an den Keyboards und Bill Berg am Schlagzeug.
Eine frühere Version des Songs, aufgenommen im September 1974 in den A & R Studios in New York, findet sich auf The Bootleg Series Vol. 14: More Blood, More Tracks.
In Live-Konzerten hat Bob Dylan den Song nur ein einziges Mal gespielt – beim letzten Konzert der Rolling Thunder Revue, am 25. Mai 1976 in Salt Lake City (Utah).

## Die Form
Der Song hat fünfzehn Strophen mit je fünf Versen. Das Reimschema ist AABBC, wobei der letzte Vers (C) jeder Strophe mit den Worten „the Jack of Hearts“ endet.
Wendy Lesser schrieb in ihrem Text Dancing with Dylan: „Versuchen Sie, zu der Musik zu tanzen. Sie werden vielleicht feststellen, dass die Bewegungen, die Ihnen beim Hören dieses Liedes am natürlichsten kommen, die Bewegungen des amerikanischen Square Dance sind.“
Bezogen auf die fünf in Minneapolis neu aufgenommenen Songs auf Blood on the Tracks, von denen man später, auf More Blood, More Tracks ihre ursprünglichen in New York aufgenommenen Versionen hören konnte, hat Greil Marcus geschrieben: „In Minnesota ... explodiert die Musik plötzlich. Man kann hören, wie die Songs das bekommen, was ihnen fehlte. ... Lily, Rosemary and the Jack of Hearts – in New York war es eine Ballade, jetzt hört sich der Song an wie der große Publikumsrenner, 1878 im Opernhaus von Virginia City.“

## Der Text
Der Song erzählt vom Geschehen in einem Cabaret in einer heruntergekommenen Stadt. Zeit und Ort bleiben unbestimmt, aber viele Formulierungen lassen vermuten, dass wir uns im Wilden Westen befinden: von einer „carriage (Kutschfahrt) into town“ ist die Rede, davon, dass „the girls backstage Five Card Stud“ spielen, unter ihnen Lily. Sie hat eine Affäre mit Big Jim, dem eine Diamantenmine gehört. Er ist verheiratet mit Rosemary. Beide gehören zu den Zuschauern der Show, sind aber getrennt angekommen. Währenddessen beginnt eine Räuberbande, die vom Jack of Hearts angeführt wird, die nahegelegene Bank auszurauben. Die Bohrgeräusche in der Wand werden aber von den Zuschauern nicht wahrgenommen. Rosemary betrinkt sich, betrachtet sich in einem Messer und denkt über ihre unglückliche Beziehung mit Big Jim nach. Nachdem Lily aufgetreten ist, trifft sich diese mit dem Jack of Hearts in ihrer Umkleidekabine. Daraufhin stürmt Big Jim die Kabine und will den Jack of Hearts erschießen, doch ist ihm Rosemary gefolgt. Diese ersticht ihren Ehemann. Inzwischen ist es den Bankräubern gelungen, den Safe zu knacken und sie warten am Flussbett in der Dunkelheit auf den Jack of Hearts. Am nächsten Tag wird Rosemary öffentlich gehängt. Unter den Zuschauern fehlt lediglich der Jack of Hearts. Während das Cabaret wegen Renovierungsarbeiten geschlossen bleibt, denkt Lily an ihren Vater, Rosemary und den Jack of Hearts. Pete Hamill schrieb zu Lily, Rosemary and the Jack of Hearts in den Liner Notes des Albums: „Die Komprimierung der Story ist meisterhaft. Aber ihr wirkliches Wunder liegt in den Zwischenräumen, in dem, was der Künstler aus seinem Bild auslässt.“

## Coverversion
Eine frühe Coverversion von Lily, Rosemary and the Jack of Hearts gibt es von Joan Baez, die den Song auf ihrer 1975er USA-Tour gesungen hat. Veröffentlicht wurde diese Version auf ihrem Album From Every Stage, später auch auf der Kompilation Joan Baez: The Complete A & M Recordings.